# HD 65757
HD 65757，又名BD+23 1866，SAO 79864、HR 3127，是一颗恒星，视星等为6.34，位于銀經198.13，銀緯25.23，其B1900.0坐标为赤經7h 55m 2.4s，赤緯+23° 25.23′ 29″。